# Leucolepidopa sunda
Leucolepidopa sunda is een tienpotigensoort uit de familie van de Albuneidae. De wetenschappelijke naam van de soort is voor het eerst geldig gepubliceerd in 1969 door Efford.